# 香港算盘子
香港算盘子（学名：Glochidion zeylanicum），又叫锡兰馒头果、香港馒头果，为算盘子属下的一个种。

## 扩展阅读
- 維基物種上的相關：香港算盘子